# Condado de Cumberland (Nova Jérsia)
O Condado de Cumberland é um dos 21 condados do Estado americano de Nova Jérsia. A sede do condado é Bridgeton, e sua maior cidade é Bridgeton. O condado possui uma área de 1 267 km² (dos quais 485 km² estão cobertos por água), uma população de 146 438 habitantes, e uma densidade populacional de 116 hab/km² (segundo o censo nacional de 2000). O condado foi fundado em 1748.